# Blow Me (One Last Kiss)
Blow Me (One Last Kiss) er en pop og rock sang fra den amerikanske sangerinde, Pinks sjette studiealbum "The Truth About Love". Sangen er første single fra netop dette album. 

## Baggrund
Den 7. oktober 2011 annoncerede RCA Music Group at de ville forlade Jive Records, sammen med Arista og J Records. Med nedlæggelsen, ville Pink og andre artister der tidligere hørte til selskaberne, udgive fremtidigt materiale gennem RCA Records. I 2011 annoncerede Joe Riccitelli, en direktør hos selskabet, at Pink var på vej til at gå i studiet for at arbejde på sit sjette studiealbum, med planlagt udgivelse i september 2012. Den 29. februar 2012 skrev Pink på sin Twitter-konto, at hun var ved at skrive materiale til sit nye album. Den 19. juni 2012 annoncerede Pink, via en video på Twitter, at den første single fra hendes kommende album ville blive "Blow Me (One Last Kiss)" og at den ville blive udgivet den 9. juli 2012. Hun tilføjede "Jeg tror I vil kunne lide det, fordi jeg virkelig kan lide det og jeg kan lide det nok for os alle." Men, demoversionen af sangen blev udgivet på nettet den 1. juli 2012, en uge før dens oprindelige udgivelse.. Den næste dag, blev den udgivet via Pinks officielle side og hendes YouTube-konto. Den 4. juli 2012 annoncerede Pink at titlen på hendes sjette studiealbum ville blive The Truth About Love.

## Hitlister og certifikationer
| Hitliste (2012)                | Højeste placering |
| ------------------------------ | ----------------- |
| Australien (ARIA)              | 1                 |
| Østrig (Ö3 Austria Top 40)     | 19                |
| Belgien (Ultratip Flanderen)   | 9                 |
| Belgien (Ultratip Wallonien)   | 14                |
| Canada (Canadian Hot 100)      | 6                 |
| Danmark (Track Top-40)         | 24                |
| Frankrig (SNEP)                | 90                |
| Irland (IRMA)                  | 22                |
| Holland (Dutch Top 40)         | 33                |
| New Zealand (RIANZ)            | 8                 |
| Schweiz (Schweizer Hitparade)  | 34                |
| US Billboard Hot 100           | 9                 |
| US Pop Songs (Billboard)       | 14                |
| US Adult Pop Songs (Billboard) | 17                |

| Land       | Udgiver | Certifikationer |
| ---------- | ------- | --------------- |
| Australien | ARIA    | Guld            |

## Udgivelseshistorik
| Land       | Dato          | Format(er)              | Selskab                |
| ---------- | ------------- | ----------------------- | ---------------------- |
| Finland    | 3. juli 2012  | Digital download        | Sony Music/RCA Records |
| Frankrig   | 3. juli 2012  | Digital download        | Sony Music/RCA Records |
| Schweiz    | 3. juli 2012  | Digital download        | Sony Music/RCA Records |
| USA        | 3. juli 2012  | Digital download        | Sony Music/RCA Records |
| Canada     | 3. juli 2012  | Digital download        | Sony Music/RCA Records |
| Australien | 3. juli 2012  | Digital download        | Sony Music/RCA Records |
| Irland     | 5. juli 2012  | Digital download        | Sony Music/RCA Records |
| Østrig     | 6. juli 2012  | Digital download        | Sony Music/RCA Records |
| Tyskland   | 6. juli 2012  | Digital download        | Sony Music/RCA Records |
| Mexico     | 9. juli 2012  | Digital download        | Sony Music/RCA Records |
| Spanien    | 9. juli 2012  | Digital download        | Sony Music/RCA Records |
| USA        | 10. juli 2012 | Top 40/Mainstream radio | Sony Music/RCA Records |
| USA        | 17. juki 2012 | Rytmisk radio           | Sony Music/RCA Records |